# Dans le bleu
Dans le bleu est un pastel sur toile exécuté en 1894 par Amélie Beaury-Saurel (1848-1924), qui représente une jeune femme au réveil s’adonnant au plaisir de la cigarette. L’œuvre est exposée au musée des Augustins de Toulouse. Dans cette œuvre l'artiste revendique picturalement une certaine affirmation féministe.

## Provenance et origine
L’œuvre a appartenu au Baron de Rothschild qui s’est empressé de l’acquérir pour en faire ensuite don au Musée des Augustins de Toulouse en 1894. On peut imaginer que le baron avait à cœur de faire connaître cette jeune artiste ainsi que son idéologie. Cette œuvre n’est pas une commande mais une œuvre exécutée selon le désir de l’artiste. Certains critiques ont d’ailleurs assimilé la jeune femme présente sur le tableau à une sorte de «double» d’Amélie Beaury-Saurel. En effet la ressemblance physique avec l’artiste est relativement concordante notamment dans la disposition de la chevelure et dans certains traits du visage comme la forme du nez. Ce rapprochement ne permet cependant pas d’affirmer que "Dans le bleu" soit un autoportrait à proprement parler mais il souligne l’empreinte personnelle que l’artiste laisse apparaitre.

## Composition

### L’importance du bleu
Dans cette œuvre, la couleur bleue est un élément dominant, présent à la fois dans le titre et enveloppant l'ensemble de la scène. Le bleu, qui constitue le fond de cette toile, est traité dans toute sa profondeur et sa richesse de nuances. Cette hétérogénéité de la couleur vient souligner l’idée de richesse chromatique mais aussi la profondeur symbolique de la rêverie qu'elle suggère. Le fond très travaillé offre un arrière-plan sombre qui souligne d’une part la sobriété de la composition mais qui évoque aussi dans toutes ses nuances une ambivalence du décor qui revêt presque une dimension onirique. Impossible également de savoir précisément si la scène se déroule dans une sphère privée (une cuisine, un salon) ou dans un lieu public (café). La provenance de la lumière n’est pas plus explicite et le jeu avec le bleu crée un effet d’ombre et de pénombre. La scène est nettement éclairée mais l’arrière-plan reste dans le mystère du bleu. Les couleurs chaudes de la scène (le rosé du vêtement, le bois de la table) contrastent avec la froide profondeur chromatique du fond.

### La sobriété du décor et la simplicité des lignes
Le décor, tout comme le fond, est d’une grand sobriété permettant ainsi la mise en valeur du personnage qui est l’élément principal. Les objets accentuent le réalisme par leur présence à la fois indispensable et nonchalante. Ce sont des accessoires du quotidien qui suggèrent ici tout l'ordinaire de la scène. Il y a une esthétique de la banalité qui vise à donner du sens à l’apparente insignifiance d’un acte aussi trivial. L’artiste cherche à émouvoir par la simplicité. Le modèle ne semble pas poser. Le spectateur privilégié assiste à une scène d’intimité qui, prise sur le vif, est empruntée à la réalité.
Les lignes de ce pastel ne figurent pas de complexité particulière. Seules celles de la table creusent la perspective. Le corps de la femme offre une construction pyramidale centrale au sommet de laquelle se trouve le visage. Les bras amènent le regard du spectateur sur ce visage rêveur.

## Contexte artistique: entre réalisme et sensibilité impressionniste
Il semble difficile de rattacher précisément cette œuvre à un mouvement ou à un courant artistique. De manière chronologique, on peut considérer que "Dans le bleu" est une œuvre qui appartient au courant impressionniste, en marche depuis 1874. En effet le tableau présente une scène quotidienne de la vie contemporaine qui témoigne librement d’une certaine subjectivité. Il suggère une vision et une sensibilité personnelles, autant de thèmes chers à l'impressionnisme.
Mais, de manière plus évidente, Amélie Beaury-Saurel est connue pour avoir été une des rares femmes peintres de la fin du XIXe siècle dont l’œuvre a largement participé au courant réaliste. On retrouve dans cette œuvre le souci de "faire vrai". L'artiste montre une réalité quotidienne sans jamais laisser trace d'une quelconque idéalisation. Il y a une certaine beauté de la simplicité. On nous présente une femme dans toute son humilité quotidienne, une femme en tant que femme, dans l'expression de sa féminité.

## Une scène de genre triviale ode à l’évasion
Oscillant entre le portrait et la scène de genre, le pastel représente une jeune femme assise, à mi-jambe et de profil droit, accoudée sur une table sur laquelle sont négligemment disposés une tasse de café, un sucrier et une boite d’allumettes. La tête nue à la coiffure peu travaillée, le café et la robe à grands ramages blancs et roses, qui fait penser à une tenue d’intérieur, nous suggèrent que l’heure est matinale et que la scène se déroule au lever.
Le menton dans la main gauche, le regard dans le vide, la jeune fille est absorbée par une profonde rêverie. Elle tient son bras de la main droite dans laquelle on peut apercevoir un bout de cigarette allumée et fumante. De la fumée s’échappe de sa bouche pour aller se dissiper dans le fond bleu du tableau. Cette couleur symbolise le calme, la paix, la pureté ainsi que la volupté. Parce qu’il rappelle le ciel, le bleu suggère l’évasion. Les deux «drogues» présentes dans ce tableau (la cigarette et le café) renforcent la dimension de fuite vers un ailleurs spirituel de l’œuvre, et agissent ainsi comme des médiums à la rêverie. La mystérieuse beauté qui se dégage de ce portrait non idéalisé d’une jeune femme indolente, témoigne d’un certain moment de mélancolie, d'un moment d'abandon. L’expression de la jeune femme peut rappeler le spleen de la fin du siècle qui s’exprime alors dans cette rêverie où le café et la cigarette donnent accès à un paradis artificiel.
En montrant une femme s’adonnant avec autant d’impudeur à des pratiques aussi masculines que la cigarette, Amélie Beaury-Saurel parle d’elle-même. Elle nous livre en tant qu’artiste, ses idées sur la condition féminine. Au-delà de la trivialité d’une scène de genre hors du commun, l’œuvre  s’élève en manifeste des idées de l’artiste.

## De l’évasion vers l’émancipation
Dans ce tableau "Dans le bleu", on voit une femme de profil, s’adonnant sans pudeur à des plaisirs d’évasion. La représentation, dans les thèmes qu’elle choisit de présenter, va à l’encontre des conceptions féminines de l’époque. Cette œuvre n’est-elle pas alors le symbole d’un certain bouleversement des codes féminins, tant en peinture que dans l'ordre social ?

### Manifeste d’une artiste féministe
Amélie Beaury-Saurel a consacré une grande partie de son œuvre au modèle féminin et a toujours soutenu la cause des femmes. Privilégiant sa carrière, elle n'épousera que tardivement (en 1895, à 47 ans), le peintre Rodolphe Julian, qui avait créé en 1868 la fameuse Académie Julian, et qui le premier, ouvrit des ateliers de peinture pour femmes en 1873. Elle a soutenu le droit à l’éducation artistique et au statut d’artiste pour les femmes. Quand Rodolphe Julian mourut en 1911, c'est  Amélie Beaury-Saurel qui prit la direction de l’Académie.
À l’époque où Amélie Beaury-Saurel exécute Dans le bleu, elle est une figure remarquable de la vie artistique parisienne. Ses œuvres sont exposées dans tout Paris car elles représentent les réalités des nouvelles tendances sociales. "Dans le bleu" exprime ce changement qui s’opère autour de la figure féminine.

### Une œuvre de la liberté
"Dans le bleu" représente manifestement une femme libérée. En fumant, elle se laisse aller à un plaisir personnel.
Amélie Beaury-Saurel donne à voir un geste qui dénote alors une certaine émancipation. C’est un moment de plaisir dans un quotidien, un moment où une femme s’adonne en toute liberté à sa propre délectation. Le fait qu'Amélie Beaury-Saurel présente ici une certaine idée de la «nouvelle femme» - la femme créative, qui a ses propres pensées et qui décide d’elle-même d’entreprendre un travail créatif- nous montre que ce pastel, dans toute son ambivalence, est l’œuvre d'une artiste éminemment moderne, représentante de l’émancipation, du moins artistique, de la femme. En tant qu’œuvre  à part entière, ce pastel exprime la volonté de bouleverser les codes préétablis.

### Sources
- Catalogue illustré de peinture et de sculpture. Salon de 1894. N°1926, Paris, 1894.
- Elie Szapiro, Ephraïm Mikhaël et son temps : catalogue de l'exposition : Bibliothèque municipale de Toulouse, novembre 1986 / Elie Szapiro ; Monique-Lise Cohen ; Alain Farache, Toulouse, Bibliothèque municipale, 1986, 70 p..
- Vittorio Sgarbi et Hans Albert Peters, L'Arte delle Donne : dal Rinascimento al Surrealismo [exposition, Milano, Palazzo Reale 5 dicembre 2007-9 marzo 2008]/ mostra ideata da Vittorio Sgarbi con Hans Albert Peters e Beatrice F. Buscaroli, Milan, Federico Motta Editore, 2007, 368 p..
- [Exposition] Retratos de La Belle Époque : [exposición, Valencia, Centro del Carmen, 5 de abril - 26 de junio de 2011, Barcelona, CaixaForum, 19 de julio - 9 de octubre de 2011] : dirección cientifica de Tomás Llorens y Boye Llorens, Madrid, Valencia, Barcelona, El Viso, Consorci de museus de la comunitat Valenciana, Obra Social, Fundación, 2011, 270 p..
- Jean Joseph Gabriel Ernest Roschach, Catalogue des collections de peintures du musée de Toulouse : Dressé par Ernest Roschach. Appendice par Henri Rachou, Toulouse, Edouard Privat, 1920 (réédition), 155 p..
- Dossier d’œuvre n°RO 494 : Beaury-Saurel/Dans le bleu, Toulouse, Centre de documentation du musée des Augustins.